# Trinity (Matrix)
Trinity es un personaje de ficción del universo de Matrix, interpretada por la actriz canadiense Carrie-Anne Moss en las películas. Aparece por primera vez en la película The Matrix de 1999 y es uno de los personajes principales a lo largo de la trilogía.

## Concepción y diseño
El nombre Trinity está fuertemente asociado con la teología cristiana, que establece que puede obtenerse la vida eterna a través de la Trinidad: Dios, Jesucristo y Espíritu Santo. Trinity es la fuerza que revive a Neo tras su muerte en la primera película de la saga, implicando un paralelismo mayor entre el personaje y el dogma cristiano.

## Biografía
Trinity era una hacker dentro de Matrix hasta que fue despertada por Morfeo, tras lo cual se une al bando rebelde en la lucha contra las máquinas. Colabora en la misión de despertar a Neo, con quien inicia una relación sentimental poco tiempo después. Se desvela que es una habilidosa hacker, al conseguir piratear la Hacienda estadounidense, sorprendiendo a Neo que el hacker resultara ser una mujer.
Trinity opera con Neo en el rescate de Morfeo y trata de asistirle en su batalla contra el Agente Smith. Cuando Neo es abatido por este, Trinity le confiesa su amor, declarando que el Oráculo predijo que se enamoraría del «Elegido».
En Matrix Reloaded Neo y Trinity mantienen una relación. Neo está afectado, debido a que padece pesadillas recurrentes donde observa su muerte. Trinity participa junto a Neo y Morfeo en la búsqueda de Merovingio y del Fabricante de Llaves. Después, escapa junto a Morfeo de una persecución a manos de los Gemelos, guardaespaldas de Merovingio.
Mientras Neo intenta contactar con el Arquitecto, Trinity acude a rescatarlo. Se infiltra en el edificio, enfrentándose a dos agentes. Neo descubre entonces que debe escoger, entre la salvación de Zion, o la de Trinity, decantándose por esta segunda opción. Mientras Trinity cae desde la cristalera de un edificio, justo como en sus pesadillas, Neo logra salvarla de caer al vacío. Tras eso, les confiesa a todos que no es el Elegido.